# Scuola allievi carabinieri
Una scuola allievi carabinieri è una  struttura dell'Arma dei Carabinieri preposta all'addestramento e alla formazione del personale del ruolo appuntati e carabinieri e in passato dei carabinieri ausiliari. Dipende dalla Legione Allievi Carabinieri, avente sede in Roma.

## Storia
Nel 1971 il Comando Generale dell'Arma dispose che le legioni allievi carabinieri di Torino e Roma assumessero la denominazione di "Scuole Allievi Carabinieri". Una terza scuola allievi è poi stata costituita a Benevento a far data dal 1º agosto 1982. Esse erano comandate da colonnelli comandanti di corpo. Quella di Roma aveva alle dipendenze i battaglioni allievi di Roma, Campobasso e Iglesias; quella di Torino con alle dipendenze il Battaglione di Torino e quello di  Fossano (CN) ed infine la Scuola di Benevento con alle dipendenze i battaglioni allievi di Benevento, Chieti e Reggio Calabria.
Con questa configurazione ordinativa, le scuole allievi carabinieri dipendevano dalla Brigata appuntati e carabinieri di Benevento che succedeva alla originaria grande unità che per prima raggruppava le scuole allievi: la X Brigata carabinieri, che aveva sede nella stessa caserma "De Tommaso", dal 2009 sede della ripristinata legione allievi. Nel 1994 fu istituito il III Battaglione allievi carabinieri di Reggio Calabria, che nel 2003 fu trasformato in scuola allievi carabinieri. Nel 2013 furono chiuse le sedi di Fossano e di Benevento, che hanno cessato l'attività completamente nel 2015. Nel 2020 è stata aperta la Scuola di Taranto, sede distaccata di Campobasso.

## L'attività formativa
L'attività formativa delle scuole allievi di moderne tecnologie e metodologie didattiche, quali l'affinamento della conoscenza dell'etica militare in Italia e professionale, lo sviluppo delle competenze in materia di polizia di prossimità.
Nell'addestramento vengono adottate varie soluzioni didattico-addestrative tra cui, l'istituzione di nuove materie a carattere scientifico/investigativo e criminologico, la diversificazione dello studio delle lingue straniere (arabo, cinese, inglese, tedesco e francese) nonché l'arricchimento delle nozioni informatiche al fine di preparare il personale all'utilizzo base delle tecnologie informatiche necessarie per l'attività istituzionale, l'approfondimento delle modalità d'impiego, a mezzo di esercitazioni pratiche, di più apparati tecnologici e dell'equipaggiamento in uso alla forze di polizia italiane.

## Dislocazione territoriale
Le scuole allievi carabinieri sono comandate da colonnelli. Attualmente dislocate nelle seguenti città:
- Campobasso
- Iglesias
- Reggio Calabria
- Roma
- Taranto
- Torino